# Isolda Dantas
Maria Isolda Dantas de Moura (Isolda Lula Dantas) (Patú, 15 de julho de 1974) é uma assistente social e política brasileira.
Isolda Dantas foi vereadora pelo Partido dos Trabalhadores em Mossoró. Militante Petista, dos movimentos sociais e feminista desde muito jovem. Socióloga de formação, atuou com mulheres rurais da região oeste potiguar e no Ministério do Desenvolvimento Agrário, nos governos de Lula e Dilma. 
Foi secretária de cultura em Mossoró e, em 2017, foi eleita a melhor e mais produtiva vereadora da cidade. Autora dos projetos de lei como “Semana da Consciência Negra”, “Dia Municipal em Defesa dos Direitos das Pessoas LGBTs” e Lei de apoio a artistas locais, Ronda Mulher, incentivo à criação de casas e bancos de sementes crioulas, o projeto cultural Terça Nossa e o projeto Cultura em Movimento.
Entre sua produção legislativa, destaque o seu primeiro projeto aprovado, o PECAFES.
 

Fazendo a defesa dos direitos da classe trabalhadora, a luta das mulheres, LGBTs, negros e negras, cultura, direito à cidade, educação, agroecologia e economia solidária, Isolda foi a primeira colocada a deputada estadual da coligação, com 32.963 mil votos em 166 dos 167 municípios potiguares.